# Тип 38 (винтовка)
Arisaka Type 38 (三八式歩兵銃) или Арисака обр. 1905 г. (в русском обозначении) — японская магазинная винтовка времён Первой и Второй мировых войн.

## История
Русско-японская война выявила у винтовки Арисака образца 1897 года целый ряд недостатков. Выяснилось, что в полевых условиях механизм затвора сильно забивался пылью, вследствие чего затвор приходилось часто разбирать и чистить. Прицельная рамка нередко сбивалась и деформировалась. Управлять предохранителем, беря его за крючок, оказалось неудобно, особенно когда приходилось действовать быстро. Разборка и сборка затвора была сложной. Были требования усилить выбрасыватель и пружину подавателя, а также предотвратить утерю крышки магазинной коробки. Японские военные решили немедленно устранить замеченные недостатки.
После объявления 15 августа 1945 года императором Хирохито о принятии Японией условий капитуляции выпуск винтовок был прекращён, капитулировавшие японские войска и другие вооружённые формирования Японской империи в августе-сентябре 1945 года начали сдавать оружие войскам стран Антигитлеровской коалиции (в соответствии с отправленным 17-18 августа 1945 года из Токио в войска "общим приказом № 1" вооружённое сопротивление войск на Японских островах и японского военно-морского флота должно было быть прекращено с 22 августа 1945 года, сухопутных войск вне Японии - с 25 августа 1945 года). Тем не менее, на Корейском полуострове южнее 38-й параллели (на территории, которая являлась зоной ответственности США) японская администрация продолжала действовать, а японские войска, жандармерия и полиция не были разоружены до 3 октября 1945 года с разрешения военного командования США (хотя американские войска высадились в порту Инчхон 9 сентября 1945 года, а военная администрация США начала работу 11 сентября 1945 года).
После начала войны в Корее были отмечены случаи использования японских винтовок "арисака" корейскими партизанами против войск США (их использование продолжалось даже в ноябре 1950 года, при этом в некоторых случаях для стрельбы из них использовались самодельные патроны).

## Описание
Винтовка является модификацией винтовки «Тип 30» образца 1897 года, осуществлённой с учётом опыта русско-японской войны и конструктивных изменений винтовок в других странах. Кидзиро Намбу, тогда ещё в звании майора, переработал конструкцию затвора винтовки, сократив количество деталей с девяти до шести. В результате разборка и сборка затвора стала значительно проще, уменьшилась трудоёмкость и продолжительность цикла производства затвора, за счёт чего снизилась себестоимость оружия, вместе с тем значительно возросла надёжность работы.
Предохранитель винтовки Тип 38 и более поздних моделей Арисака является одним из самых удобных среди предохранителей когда-либо выпускавшихся магазинных винтовок с продольно-скользящим поворотным затвором. Чтобы включить предохранитель, нужно ладонью нажать муфту вперёд и повернуть её вправо так, чтобы указатель был направлен вверх. Для выключения предохранителя нужно нажать на муфту и повернуть её влево.
Затворная система основана на базе немецкой винтовки Mauser 98, однако японская винтовка является более технологичной в производстве в сравнении с немецкой винтовкой и примерно соответствует американской Springfield M1903. От старой винтовки отличалась в первую очередь увеличившейся надёжностью.
Винтовка достаточно мощная, использует патроны с хорошим пробивным и убойным действием пули. Они имеют меньший вес, чем боеприпасы других систем, что позволяет несколько увеличить носимый боезапас. Кроме того, патрон 6,5×50 мм Арисака имеет меньший импульс отдачи, что повышает меткость стрельбы. В 1905 году вместе с винтовкой Type 38 на вооружение японской армии с тем же индексом был принят патрон с остроконечной пулей массой 8,9 г оригинальной конструкции — с очень толстой оболочкой в носовой части, достигавшей середины пули и затем заметно утончавшейся с цилиндрической донной частью, масса патрона 20 г.
Японские разработчики утверждали, что такая структура была вызвана желанием обеспечить более высокое пробивное действие, на деле же пуля имела перетяжелённое донце, за счёт чего пуля начинала «кувыркаться» при попадании в тело.
Расположение рукоятки на задней части затвора позволяет перезаряжать винтовку, не отпуская её от плеча и не теряя из виду цель. Скрытый внутри ложи магазин защищён от ударов и деформации.
Полковник Российской Империи В. Г. Фёдоров в 1914 году провел полный цикл испытаний винтовки «Арисака» и убедился в безопасности, рациональности и продуманности конструкции этого оружия. Им были проведены прочностные испытания оружия и определено развиваемое патроном в момент выстрела давление (менее 3500 атм.) Фёдоров отмечал, что, невзирая на избыточные показатели точности, винтовка стоит дешевле, чем винтовка Мосина.
Патрон допускает фиксацию патрона в патроннике не по профилю дульца, как у Маузера, а по закраине ранта гильзы, что упрощает обработку ствола.
После войны в Маньчжурии останавливающее действие 6,5-мм патрона было признано недостаточным, на его замену был разработан и принят на вооружение патрон 7,7×58 мм Арисака обр.1932 года, под который в 1939 году была разработана винтовка «Тип 99».

## Варианты и модификации
- 6,5-мм пехотная винтовка «тип 38» обр. 1905 года
- 6,5-мм карабин «тип 38» обр. 1905 года[7]
- учебная винтовка обр. 1905 года - предназначались для занятий по начальной военной подготовки (предположительно, были сделаны из бракованных или списанных по техническому состоянию винтовок). Поскольку они использовались на занятиях по штыковому бою, на них имелось крепление для штыка, но в канале ствола нарезов не было (так как из них предполагалось стрелять только холостыми патронами)[8]
- 6,5-мм карабин «тип 44»
- 6,5-мм снайперская винтовка «тип 97» обр. 1937 года, отличалась от штатного образца наличием 2,5-кратного оптического прицела, закреплёнными на цевье лёгкими проволочными сошками для стабилизации оружия при стрельбе и загнутой вниз рукояткой затвора
- 7,7-мм винтовка «тип 99» обр. 1939 года[5] — с изменёнными прицельными приспособлениями, пробивное действие пули увеличено и соответствует 7,71-мм английской винтовке Lee-Enfield[9]

После окончания второй мировой войны в 1945 году значительное количество японских винтовок было ввезено в США и они продавались в качестве спортивно-охотничьего оружия. На некоторые из них устанавливали коммерческие оптические прицелы. После того, как запасы патронов времён второй мировой войны к ним сократились, их начали переделывать под другие патроны (как правило, для стрельбы греческими патронами 6,5 × 54 мм Манлихер-Шёнауэр, однако в отдельных случаях их переделывали для стрельбы патронами .257 Roberts).

## Принадлежности
- Винтовка комплектовалась клинковым штыком «Тип 30»[5] и ремнём, пристреливалась без штыка.
- Отличительной особенностью винтовок Арисака была подвижная крышка затвора, гнутая из листовой стали, которая двигалась вперёд — назад вместе с затвором. Назначением этой крышки была защита затвора от попадания пыли, грязи и влаги в тяжёлом климате Южной и Юго-Восточной Азии[9], однако она создавала лишние звуки при перезарядке, и солдаты её часто снимали.

## Страны-эксплуатанты
- Японская империя — на вооружении до капитуляции Японии в сентябре 1945 года[1]
- Китай — большое количество трофейных японских винтовок использовалось бойцами китайской Красной Армии[13] и другими китайскими формированиями; также после капитуляции Японии в сентябре 1945 года СССР передал НОАК трофейное вооружение Квантунской армии — в том числе, стрелковое оружие и боеприпасы[14]. Винтовки и карабины впоследствии переделывались под немецкий 7,92 × 57 мм патрон, который был стандартным в Китае; такое оружие получало маркировку 徑口九七 (с кит. "калибр 7,9 мм")[уточнить].
- Российская империя — «Во время первой мировой войны царская Россия испытывала недостаток в стрелковом вооружении, поэтому в армии кроме винтовок русского образца были также и иностранные — японские Арисака обр.1897 и 1905 гг., австро-венгерские Манлихера 1889 и 1895 гг., германские „88“ и „98“. Кроме этих винтовок использовались также и устаревшие образцы, стрелявшие патронами, снаряженными дымным порохом — Бердана № 2 образца 1870 г., Гра 1874 г., Гра-Кропачека 1874/85 г., Веттерли 1870/87 г.»[15]: 24 августа 1914 года в Японию выехала военно-техническая комиссия во главе с генерал-майором Э. К. Гермониусом, первоначальной задачей которого было приобретение в Японии запаса трофейных трехлинейных винтовок, захваченных японской армией в ходе русско-японской войны. В сентябре 1914 года японские власти сообщили, что запасы трёхлинейных винтовок уже утилизированы, но предложили закупить 35 тысяч винтовок и карабинов «арисака», изготовленных по заказу правительства Мексики и 23 млн патронов к ним (не подходивших ни к немецким, ни к русским, ни к японским винтовкам, но находившийся на вооружении Сербии). 13 октября 1914 года 20 350 винтовок, 15050 карабинов и патроны были куплены за 200 тыс. фунтов стерлингов (около 2 млн золотых рублей по курсу 1914 года). Вслед за этим, Гермониус получил приказ закупить ещё «до миллиона винтовок японской армии с запасом 1000 патронов на каждую винтовку». Японская армия восприняла предложение без энтузиазма, но после переговоров согласилась продать 200 тыс. снятых с вооружения винтовок обр.1897 года и 25 млн патронов к ним (125 шт. на винтовку), причём японцы честно предупредили, что патроны будут поставлены старые, с истёкшим сроком годности, со складов в Корее. 21 октября 1914 года был подписан контракт на поставку 200 тыс. винтовок и 25 млн патронов за 4,5 млн золотых рублей[16]. В январе 1915 года на официальный запрос о продаже ещё 300 тыс. винтовок японское правительство (не желавшее сокращать мобилизационный резерв) согласилось продать лишь 100 тыс. самых изношенных винтовок старого образца. 28 января 1915 года был подписан контракт на поставку 85 тыс. винтовок, 15 тыс. карабинов и 22,6 млн патронов (на общую сумму 2612 тыс. иен или около 2,5 млн рублей), а 3 февраля 1915 года — ещё 10 млн патронов к ним. 25 мая 1915 года в обмен на политическую поддержку Россией японского ультиматума к правительству Китая, Япония согласилась продать ещё 100 тыс. винтовок и 20 млн патронов, в начале сентября 1915 года — продала ещё 150 тыс. винтовок нового образца «тип 38» и 84 млн патронов. Оба контракта были оплачены золотом. Ещё 128 тыс. шт. было получено в 1916 году из Великобритании[17], некоторое количество винтовок было из китайского и мексиканского заказов («мексиканские карабины», например, использовались пограничниками и Заамурским округом)[18]. В сентябре 1915 года японскими винтовками начали перевооружать части Северного фронта, однако в первые месяцы применение винтовок было осложнено, поскольку в переведённом в спешке наставлении для стрельбы были допущены ошибки (в результате, при стрельбе на дальние дистанции солдаты неверно устанавливали прицел и огонь из винтовок был неэффективен)[19].
- РСФСР и  СССР — японские винтовки и карабины «арисака» (в основном винтовки обр. 1905 года) поступали на вооружение отдельных подразделений РККА в период гражданской войны (в основном в тыловые подразделения и части внутренних войск)[20], в 1920е годы значительное количество снятых с вооружение винтовок «арисака» переделали в одноствольные охотничьи ружья[21], в 1930-е годы некоторое количество винтовок использовалось в пограничных войсках на Дальнем Востоке[22]. В годы Великой Отечественной войны использовались ополчением. Некоторое количество было переделано в гладкоствольные охотничьи ружья 32-го калибра и продано охотникам[23]
- Великобритания — после начала первой мировой войны, в 1914 году 150 тыс. винтовок было закуплено в Японии, они были официально приняты на вооружение 24 февраля 1915 года под наименованием «Rifle, Magazine, .256-inch, Pattern 1900». В основном, винтовки поступили на вооружение военно-морского флота и наземных подразделений военно-воздушных сил, некоторое количество было передано в учебные батальоны и тыловые части. В 1921 году сняты с вооружения[1].
- Вьетнам — некоторое количество трофейных винтовок, захваченных у военнослужащих японских оккупационных войск в Индокитае, использовались бойцами Вьетминя в ходе войны в Индокитае[24] (по французским данным, в 1945 году в распоряжении сил Вьетминя было до 30 тысяч японских винтовок)[25]
- Мексика — в 1910 году в Японии было заказано 40 тыс. винтовок «арисака» под патрон 7×57 мм, однако фактически было получено не более 5 тыс. винтовок, поскольку в 1911 году заказ был отменён[1]
- Австро-Венгрия — в ходе первой мировой войны (в основном, в 1915 году) некоторое количество винтовок было захвачено австро-венгерскими войсками, они поступили на вооружение частей «второй линии» под наименованием 6.5mm M.97 Japanisches RepetierGewehr[26]
- Вторая Испанская Республика — некоторое количество винтовок «арисака» использовалось республиканскими войсками в ходе войны в Испании[27][28]
- Индонезия — использовались индонезийскими партизанами в ходе боевых действий против японских войск, а также в дальнейшем, после капитуляции японских войск в Индонезии в августе 1945 года — вплоть до окончания войны за независимость Индонезии в 1949 году[1]
- Иран — после окончания первой мировой войны началась распродажа странами Европы нестандартного оружия, небольшое количество винтовок оказалось в Персии, они поступили на вооружение кавалерийских подразделений смешанных полков и батальонов и использовались по меньшей мере до начала 1930х годов[29]
- Маньчжоу-Го — некоторое количество винтовок было передано японцами на вооружение армии Маньчжоу-го
- Таиланд — в 1925—1928 гг. несколько тысяч винтовок было продано Японией для армии Таиланда[1]
- Республика Корея — осенью 1945 года командование оккупационных войск США в Корее передало стрелковое оружие капитулировавших японских войск на вооружение формируемых подразделений корейской полиции, а после создания в 1946 году военизированных подразделений они использовались в вооружённых силах[30]; в 1951—1952 годы на военном арсенале в Токио по заказу США была начата переделка винтовок «арисака» со складов японской армии под американский штатный винтовочный патрон 7,62×63 мм. Переделанные винтовки были переданы южнокорейской армии[1].